# Пітер Ван Де Вельде
Пітер Ван Де Вельде (Peter Van De Velde) — бельгійський дипломат. Надзвичайний і Повноважний Посол Бельгії в Україні (з 2022).

## Життєпис
Здобув ступінь магістра з усного конференц-перекладу та електронного бізнесу. Вільно володіє нідерландською, англійською, французькою, іспанською, португальською та німецькою.
Дипломатичну кар'єру розпочав у 1990 році в МЗС Бельгії. Служив у Кіншасі, у Постійному представництві при ООН у Нью-Йорку, у Лісабоні та в Постійному представництві при Європейському Союзі в Брюсселі.
У Міністерстві закордонних справ Бельгії в Брюсселі він був директором із комунікацій відділу торгової політики, Директором відділу Америки. Також обіймав посаду заступника директора з політики безпеки.
Він приєднався до Європейської служби зовнішніх справ (EEAS) під час її створення у 2011 році та працював в Центрі розвідки та ситуацій Європейського Союзу (INTCEN) на посаді заступника голови ЄС в ситуаційній кімнаті. Він знову приєднався до ЄСЗД у 2017 році як голова COLAC (Робоча група Ради для Латинської Америки та Карибського басейну) і COTRA (Робоча група Ради для трансатлантичної справи).
|  | «Я хочу висловити надію, що за допомогою і підтримкою міжнародної спільноти, і зокрема допомогою Європейського Союзу, ми разом зможемо допомогти Україні завершити цю брутально-агресивну агресію росії проти України. І тоді ми разом зможемо повернутись в майбутнє, в якому такі випадки більше не повторяться» — посол Бельгії Петер ван де Вельде |

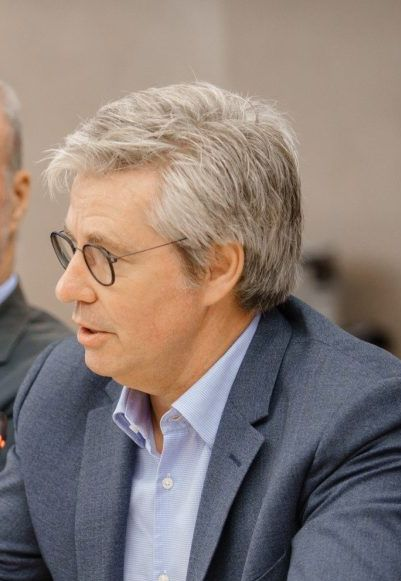
Пітер Ван Де Вельде. Вінниця 2022

10 серпня 2022 року вручив копії вірчих грамот заступнику міністра закордонних справ України Еміне Джапаровій.
17 серпня 2022 року вручив вірчі грамоти президентові України Володимиру Зеленському.